# Lista de gentílicos da Itália
Esta é uma lista de gentílicos da Itália.

## 21 Regiões
- Abruzos - abruzês
- Apúlia - apuliano
- Basilicata - lucano
- Calábria - calabrês
- Campânia - campano, campaniense
- Emília-Romanha - emiliano-romanholo
- Friul-Veneza Júlia - friulano; juliano
- Lácio - lacial; ametino
- Ligúria - lígure
- Lombardia - lombardo
- Marcas (Marche) - marquesão
- Molise - molisano
- Piemonte - piemontês
- Sardenha - sardo
- Sicília - siciliano
- Tirol Meridional/Alto Ádige - tirolês; altoatesino
- Toscana - toscano; tosco
- Trentino - trentino
- Úmbria - umbro
- Vale de Aosta - valdostano
- Vêneto - vêneto

## 47 Capitais de província
- Agrigento - agrigentino
- Arezzo - aretino
- Asti - astiense
- Bari - barês
- Bérgamo - bergamasco
- Bréscia - bresciano
- Bolonha - bolonhês
- Cagliari - calharitano
- Caltanissetta - nisseno
- Cápua - capuano, capuense
- Carrara - carrarense
- Catânia - catanês
- Catanzaro - catanzarês
- Cosenza - cosentino
- Érice - ericino
- Florença - florentino
- Gênova - genovês
- Lucca - luquês
- Mântua - mantuano
- Messina - messinês
- Milão - milanês
- Módena - modenês, modenense
- Nápoles - napolitano, partenopeu
- Pádua - paduano
- Palermo - palermitano
- Parma - parmesão, parmense
- Pavia - pavês
- Pisa - pisano
- Placência - placentino
- Potenza - potentino
- Ragusa - ragusano
- Roma - romano
- Rovigo - rodigino
- Salerno - salernitano
- Siena - sienês, senês
- Siracusa - siracusano
- Sorrento - sorrentino
- Taranto - tarentino, tarantino
- Trápani - trapanês
- Trento - tridentino ou trentino
- Treviso - trevisano
- Trieste - triestino
- Turim - turinês
- Udine - udinês
- Veneza - veneziano
- Verona - veronês
- Vicenza - vicentino